# أمنية (فلم)
أمنية (بالإنجليزية: Wish) هو فيلم رسوم متحركة موسيقي خيالي أمريكي قادم من إنتاج استديوهات والت ديزني للرسوم المتحركة وتم إصداره بواسطة أفلام والت ديزني. وهو الفيلم الرسوم المتحركة رقم 62 الذي أنتجه الاستوديو ، أخرجه كريس باك وفون فيراسونثورن (في أول ظهورها الإخراجي الطويل) ، من إنتاج بيتر ديل فيشو وخوان بابلو رييس ، وكتبه جينيفر لي وأليسون مور. يجمع أسلوب الرسم بين الرسوم المتحركة بالكمبيوتر والرسوم المتحركة الكلاسيكية بالألوان المائية من ديزني. يضم أصوات أريانا ديبوز ، وكريس باين ، وآلان توديك ، ويركز الفيلم على فتاة تبلغ من العمر 17 عامًا تُدعى آشا (والتى تقوم بدورها ديبوز) والتي توجه نداءً عاطفيًا إلى النجوم في لحظة الحاجة عندما تشعر بظلام في مملكة روساس التي لا أحد يفعلها.
تم الإعلان عن الفيلم لأول مرة في يناير 2022 ، عندما تم الكشف عن أن لي كانت تكتب فيلمًا أصليًا في استوديوهات والت ديزني للرسوم المتحركة. في سبتمبر 2022 ، تم الإعلان عن المشروع رسميًا ، مع الكشف عن العنوان جنبًا إلى جنب مع فريق التمثيل الصوتي. باك وفيراسونثورن ، اللذان عملا مع لي على فيلم ملكة الثلج (2013) كمخرج مشارك وفنان قصة ، على التوالي ، تم تأكيدهما كمخرجين في نفس الشهر ، مع تعيين مور لاحقًا للانضمام إلى لي في كتابة السيناريو. الفيلم مستوحى من الذكرى المئوية لتأسيس ديزني ، والتي تربط معًا موضوعًا رئيسيًا في معظم أفلام ديزني - المتمثل في أن تصبح الأمنيات حقيقة. تم التعاقد مع جوليا مايكلز وبنجامين رايس لكتابة الأغاني للفيلم ، بينما قام منسق ديزني المتكرر ديفيد ميتزجر بتأليف النتيجة.
تم إصدار فيلم Wish بشكل مسرحي في الولايات المتحدة في 22 نوفمبر 2023 بواسطة والت ديزني ستوديوز موسم بيكشرز .

## الفرضية
في مملكة روساس، الواقعة قبالة شبه الجزيرة الأيبيرية ، تشعر فتاة تبلغ من العمر 17 عامًا تدعى آشا بظلام لا يشعر به أي شخص آخر بشأن حاكم المملكة، الملك ماجنيفيكو. يؤدي هذا في النهاية إلى محاولتها تقديم نداء عاطفي للنجوم في وقت الحاجة. بعدها، نجم حقيقي من السماء يدعى ستار يجيب على رغبة عائشة. بعد سقوط النجم من السماء ، يتضح أن للنجم قوى سحرية لمنح الأمنيات أيضًا. يجب أن يتغلب آشا و ستار معًا على الشرور المتصاعدة في روساس والقتال من أجل مستقبل أفضل من أجل الحصول على شيء أفضل مما لديهم بالفعل ولتحقيق كل الأحلام لشعب روساس.

## الأداء الصوتي
- أريانا ديبوس بدور عائشة ، فتاة تبلغ من العمر 17 عامًا تتمنى أن تساعد نجمة في إنقاذ مملكتها من خلال استشعار الظلام القادم [5][7]
- كريس باين في دور الملك ماجنيفيكو ، ملك مملكة روساس وهو الحارس الوحيد لمئات الأمنيات التي أوكلها إليه أناس من جميع أنحاء العالم [8]
- آلان توديك في دور فالنتينو ، وهو عنزة تتحقق رغبتها في التواصل من خلال اكتسابها القدرة على التحدث [7]
- رامي يوسف في دور سافي[9]

## وصلات خارجية
- الموقع الرسمي
- أمنية  في قاعدة بيانات الأفلام على الإنترنت (بالإنجليزية)